# Сардиљано
Сардиљано (итал. Sardigliano) је насеље у Италији у округу Алесандрија, региону Пијемонт.
Према процени из 2011. у насељу је живело 202 становника. Насеље се налази на надморској висини од 239 м.

## Становништво
| 1931. | 1936. | 1951. | 1961. | 1971. | 1981. | 1991. | 2001. | 2011. |
| ----- | ----- | ----- | ----- | ----- | ----- | ----- | ----- | ----- |
| 1.090 | 1.081 | 855   | 746   | 611   | 556   | 460   | 441   | 452   |